# Polná na Šumavě
Polná na Šumavě település Csehországban, a Český Krumlov-i járásban.  Lakosainak száma 206 fő (2024. január 1.).

## Népesség
A település lakosságának változását az alábbi diagram mutatja:
| Lakosok száma | 719  | 736  | 836  | 830  |      | 183  | 201  | 217  | 202  | 206  |
|               | 1869 | 1890 | 1910 | 1930 | 1961 | 2016 | 2018 | 2020 | 2022 | 2024 |